# Leipziger Bahnhof (Magdeburg)

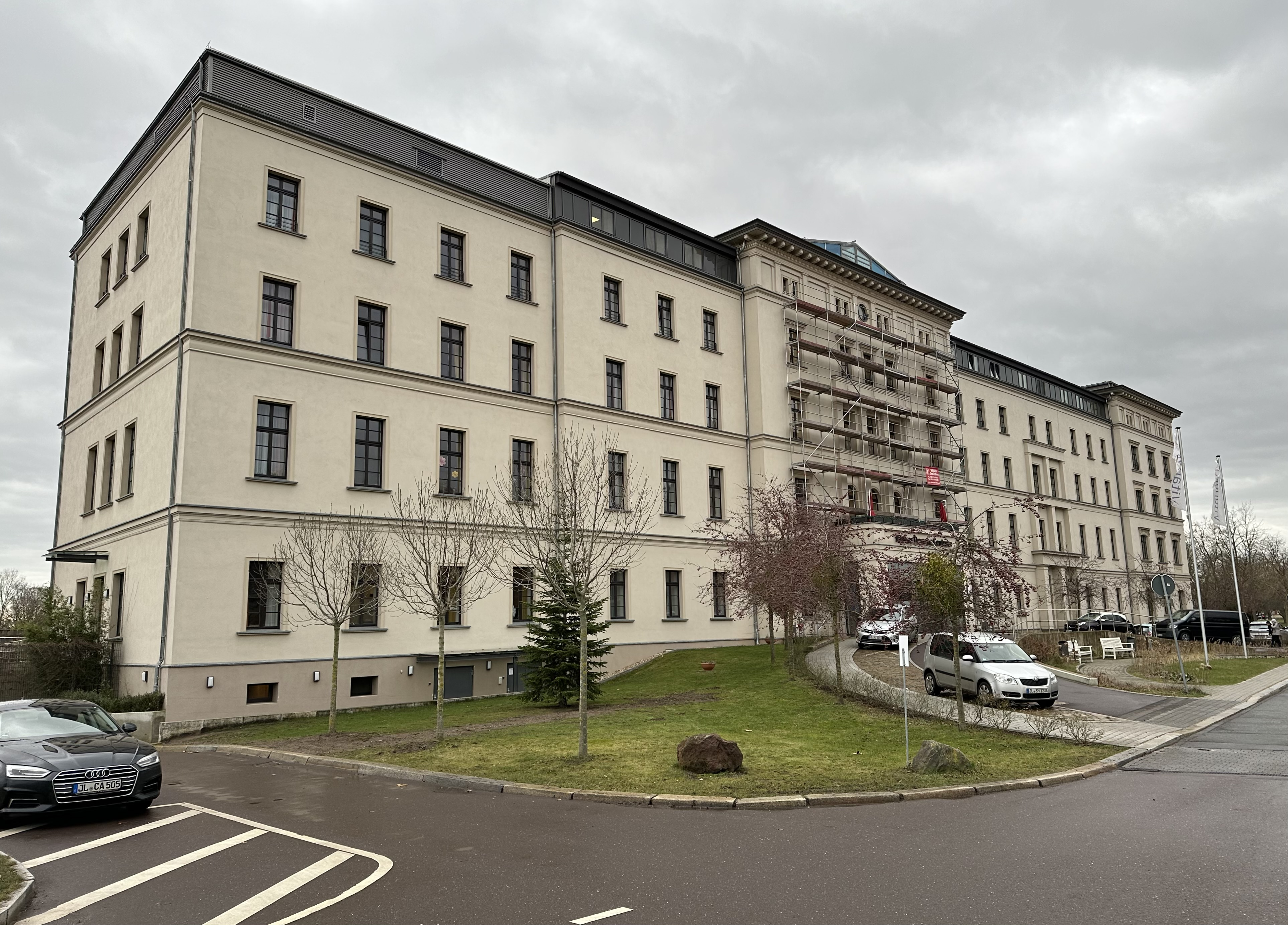
Ehemaliger Leipziger Bahnhof im Jahr 2024

Der Leipziger Bahnhof ist ein denkmalgeschütztes ehemaliges Bahnhofsgebäude in Magdeburg in Sachsen-Anhalt. Aktuell wird das Gebäude als Vitanas Demenz Centrum Am Schleinufer genutzt.

## Lage
Der Bahnhof befindet sich im Osten der Magdeburger Altstadt am linken Ufer der Elbe an der Adresse Materlikstraße 1 bis 10. Westlich des Hauses verlaufen die Fürstenwallstraße und die Materlikstraße, östlich das Schleinufer. 

## Architektur und Geschichte

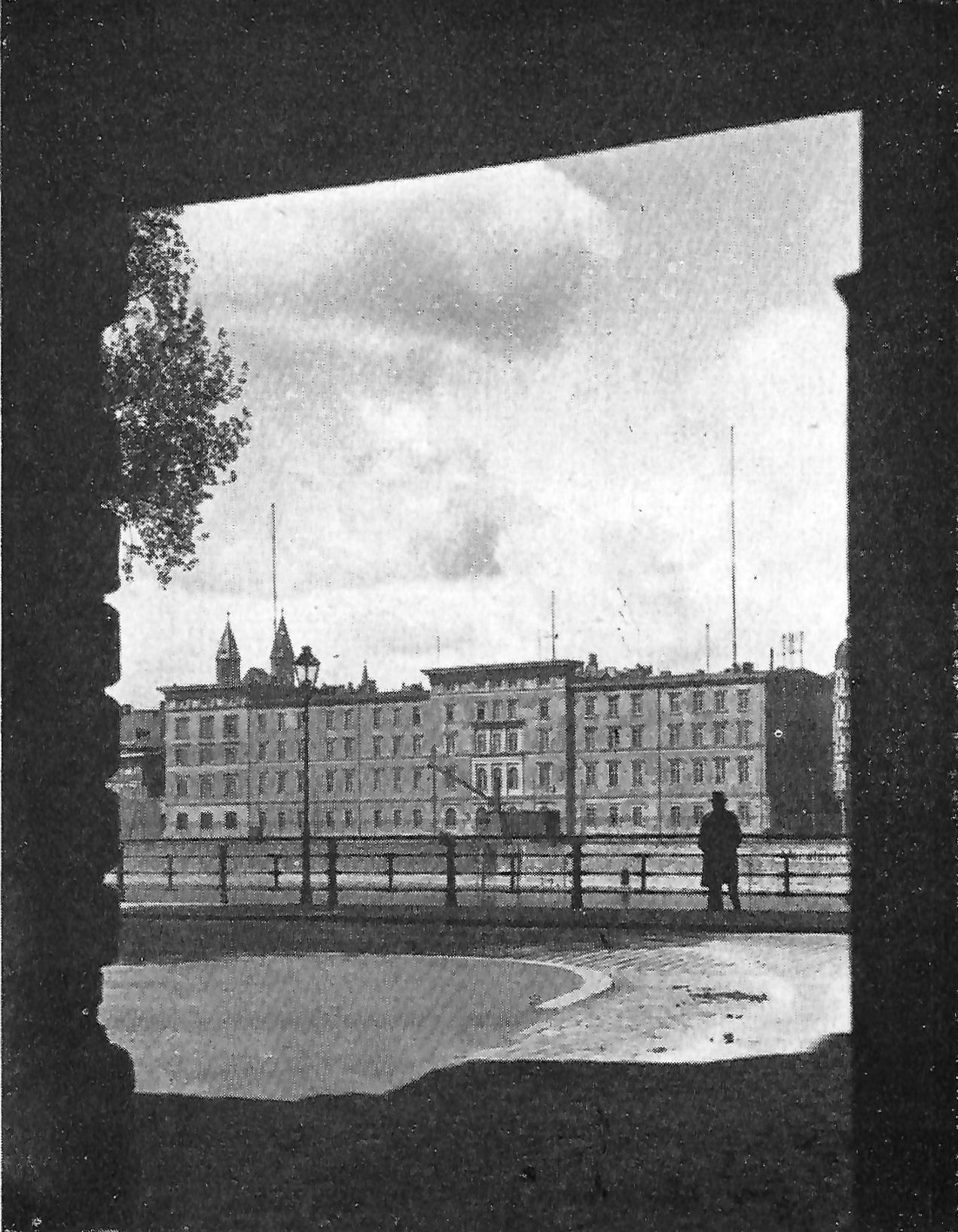
Blick von der Zitadelle Magdeburg über die Elbe zum Leipziger Bahnhof, vor 1927

Der Bahnhof entstand in der Zeit um 1840 als Empfangs- und Direktionsgebäude der Magdeburg-Köthen-Halle-Leipziger Eisenbahn-Gesellschaft. Es handelt sich um einen der frühesten großen Bahnhöfe in Deutschland. Der Bau der ersten Teilstrecke in Richtung Leipzig war bereits 1839 erfolgt. Eröffnet wurde die Bahnstrecke 1840. Es handelte sich um die fünfte Bahnstrecke in Deutschland und war die erste länderübergreifende Fernbahnstrecke. Etwas weiter südlich entstand in diesem Zusammenhang der in den Festungskasematten angelegte Bahnhof Unterwelt.
Das vier- bis viereinhalbgeschossige verputzte Gebäude ist im Stil des Spätklassizismus gestaltet. Es verfügt über Mittel- und Seitenrisalit. Die Risalite sind etwas höher ausgeführt und haben ein weiteres Halbgeschoss. Die ursprüngliche Fassadengliederung bestand aus zierlichen Gesimsen und Fensterprofilen. Unterhalb der Kragplatten der Fenster befand sich fein gearbeiteter Stuck. Diese Elemente sind nur zum Teil erhalten.
Das Gebäude war zunächst nur zweigeschossig ausgeführt. 1859 wurde das Haus zunächst durch einen Anbau verlängert. Der Südflügel war dreigeschossig. 1876 erfolgte eine Aufstockung auch des restlichen Gebäudes um ein Geschoss, so dass es nun insgesamt dreigeschossig war. Mit dem Bau des Magdeburger Hauptbahnhofs auf der anderen Stadtseite, westlich der Altstadt, verlor das Gebäude seine zentrale Bahnhofsfunktion und wurde als Direktionsgebäude der Magdeburg-Halberstädter Eisenbahngesellschaft genutzt. Später diente es als Verwaltungsbau der königlichen Eisenbahndirektion und später der Deutschen Reichsbahn.
Nach längerem Leerstand wurde Anfang des 21. Jahrhunderts das Gebäude zu einem Seniorenheim umgebaut, das im August 2013 eröffnet wurde. Das Seniorenzentrum bietet 127 Plätze in 51 Einzel- und 38 Doppelzimmern.
Im Denkmalverzeichnis des Landes Sachsen-Anhalt ist der Bahnhof unter der Erfassungsnummer 094 82844 als Baudenkmal verzeichnet.